# Guerra (Texas)
Guerra è un census-designated place degli Stati Uniti d'America situato nella contea di Jim Hogg dello Stato del Texas.
La popolazione era di 6 persone al censimento del 2010.

## Geografia fisica
Guerra è situata a 26°52′57″N 98°53′40″W (26.882615, -98.894466).
Secondo lo United States Census Bureau, ha un'area totale di 5,9 miglia quadrate (15 km²).